# Isabelle Anguelovski
Isabelle Anguelovski (París, 1978) és una investigadora en ecologia política i en planificació mediambiental i urbana.
Anguelovski és investigadora de la Institució Catalana de Recerca i Estudis Avançats i directora del Barcelona Lab for Urban Environmental Justice and Sustainability (BCNUEJ), vinculat a l'Institut de Ciència i Tecnologia Ambientals (ICTA – UAB), on lidera un equip interdisciplinari d'investigació pioner en qüestions de justícia mediambiental urbana. És també investigadora associada a l'Institut Hospital del Mar d'Investigacions Mèdiques (IMIM).
La seva recerca se situa en la intersecció entre la planificació urbana, la desigualtat social i els estudis sobre el desenvolupament, des d'on estudia maneres de construir ciutats més saludables, socioeconòmicament justes i ecològicament sostenibles. En el seu treball de camp ha estudiat les dinàmiques de barris marginals de diverses ciutats d'Europa, Amèrica del Nord i del Sud, Sud-àfrica i del Sud-est Asiàtic. Anguelovski es va doctorar al Massachusetts Institute of Technology (MIT) i també ha cursat estudis superiors a les universitats de Harvard, la Sorbona i l'Institut d'Estudis Polítics de París. Ha treballat també per a diverses ONG internacionals per al desenvolupament i és fundadora de la Xarxa d'Ecologia Política (POLLEN). És autora de Neighborhood as Refuge: Community Reconstruction, Place-Remaking, and Environmental Justice in the City (MIT Press, 2014) i coautora d'Addressing the Land Claims of Indigenous Peoples (MIT Press, 2008), entre molts altres estudis i articles.